# Roberto Rocha Marquinhos
Roberto Rocha Marquinhos (Brazilië, 8 augustus 1986) is een voormalig Braziliaans voetballer die onder contract stond bij Antwerp FC. Hij kwam in de zomer van 2009 over van Santos FC en kwam als tester bij Antwerp FC. Daar kregen hij en nog een Braziliaanse tester een contract.
Op 26 augustus maakte hij zijn competitiedebuut tegen Lierse SK. Hij mocht na 76 minuten Tibor Tisza vervangen. De wedstrijd eindigde in 2-2.
In 2010 vertrok Marquinhos terug naar Brazilië waar hij tot eind 2017 onder contract stond bij verscheidene clubs.

## Statistieken
| Club                  | Seizoen | Competitie- wedstrijden |   |   |   |
| --------------------- | ------- | ----------------------- | - | - | - |
| Antwerp FC            | 2009-10 | 4                       | 0 | 0 | 0 |
| Totaal                | Totaal  | 4                       | 0 | 0 | 0 |
| Bijgewerkt: 7-12-2009 |         |                         |   |   |   |